# Kfz-Kennzeichen (Madagaskar)

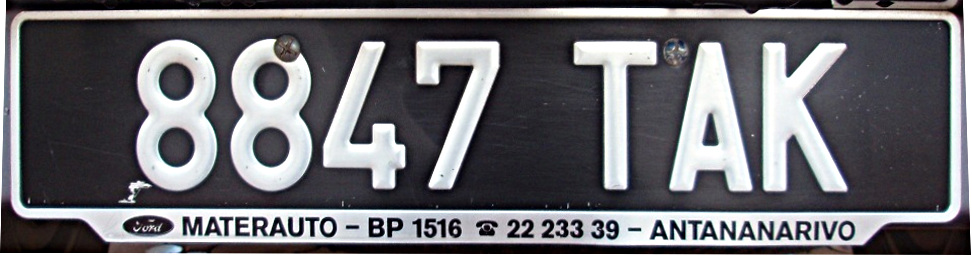
Aktuelles Kfz-Kennzeichen von Antananarivo, vorschriftsmäßige Ausführung.

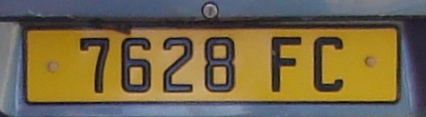
Kennzeichen in bis 2014 geduldeter gelber Ausführung, zugelassen in der Provinz Fianarantsoa.

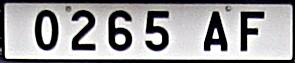
Kfz-Kennzeichen von Toamasina. Weiße Kennzeichen mit schwarzer Schrift wurden bis 2014 geduldet.

Das Kfz-Kennzeichensystem von Madagaskar lehnt sich an das von 1950 bis 2009 aktiv verwendete System Frankreichs an. Das jetzige System ist seit 1959 in Gebrauch. Die Kennzeichen tragen weder Plaketten, die über den technischen Zustand des Fahrzeugs Auskunft geben, noch Dienstsiegel. Auch Dimensionen der Kennzeichen, die Ausführung und die Schriftart sind nicht genau vorgeschrieben. Es kommen sowohl Metall- (Aluminium) als auch Kunststoffkennzeichen vor, Ausführungen mit und ohne Rand sowie modernere aus Frankreich importierte Rohlinge von Euro-Kennzeichen, die am linken Rand die Europaflagge mit dem Landes-Kennbuchstaben F tragen, ohne dass dies beanstandet wurde. Seit Juni 2014 wird von den Behörden wieder darauf geachtet, dass die vorgeschriebene Grundfarbe Schwarz verwendet wird.

## Normale Kennzeichen
Normale Kennzeichen haben vier Ziffern gefolgt von bis zu drei Buchstaben. Dabei gibt der erste Buchstabe die Provinz an, in der das Fahrzeug zugelassen ist:
- A für Toamasina
- D für Antsiranana (ehemaliger Name Diego Suarez)
- F für Fianarantsoa
- M für Mahajanga
- T für Antananarivo (alte Schreibweise Tananarive)
- U für Toliara (alte Schreibweise Tulear)

Kennzeichen werden fortlaufend nummeriert, beim Erreichen der Ziffer 9999 wird wieder mit 0001 und dem im Alphabet folgenden Buchstaben in der letzten Position auf dem Kennzeichen fortgefahren. Aufgrund der höheren Zulassungszahlen ist für Antananarivo eine Folge von drei Buchstaben erforderlich, alle anderen Provinzen haben bisher nur Kennzeichen mit maximal zwei Buchstaben.
Die Kennzeichen zeigen weiße Schrift auf schwarzem Grund, wobei auf Aluminium-Kennzeichen die Schrift durch Entfernen der schwarzen Beschichtung herstellungsbedingt Silber ausfällt. Zierschriften sind offiziell nicht gestattet, werden bei Privatfahrzeugen allerdings geduldet; Wunschkennzeichen gibt es nicht.

## Kurzzeitkennzeichen

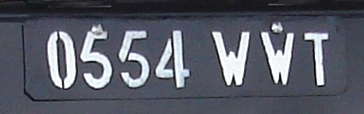
Kurzzeitkennzeichen von Antananarivo.

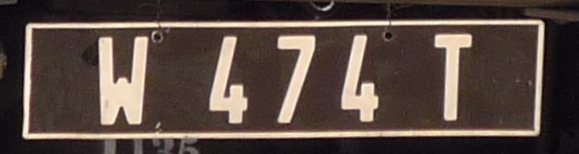
Kurzzeitkennzeichen für Händler, zugelassen in Antananarivo

Nach dem Kauf eines Neufahrzeugs oder einem Halterwechsel sind bis zur Erteilung des endgültigen Kennzeichens Kurzzeitkennzeichen in Gebrauch, deren Buchstabenfolge mit WW beginnt, gefolgt vom Kennbuchstaben für die jeweilige Provinz. Im Gegensatz zu den normalen Kennzeichen weisen sie bis zu fünf Ziffern auf.
Eine weitere Form der Kurzzeitkennzeichen wird an Händler und Werkstätten für Test- oder Überführungsfahrten zugewiesen. Diese Kennzeichen weisen nur ein W auf, gefolgt von einer dreistelligen Zahl und dem Provinz-Kennbuchstaben.

## Sonderkennzeichen

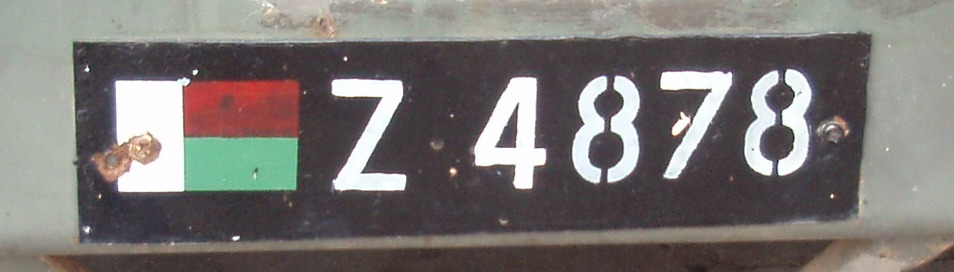
Kennzeichen der Gendarmerie Nationale

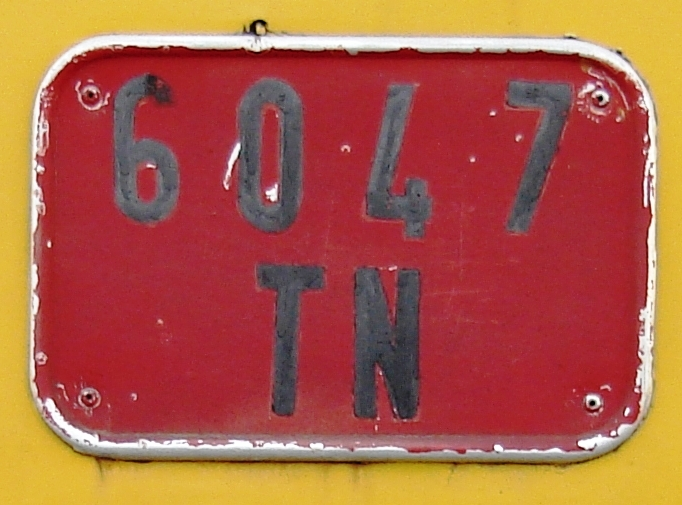
Rotes Behördenkennzeichen, zweizeilige Ausführung, zugelassen in Antananarivo.

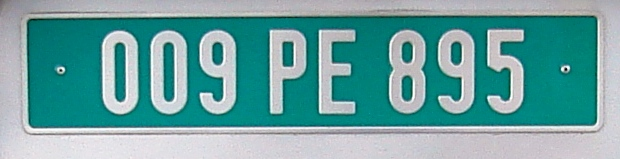
Kfz-Kennzeichen einer internationalen Organisation.

Gendarmerie und Militär haben eigene Kennzeichen, die sich von den normalen Kennzeichen durch die Nationalflagge am linken Rand unterscheiden und die Buchstaben Z (für Gendarmerie, malagasy = Zandarimaria) oder T (Tafika = Militär) tragen. Die Ausführung dieser Kennzeichen ist immer mit weißer Schrift auf schwarzem Grund.
Fahrzeuge staatlicher Dienststellen haben rote Kennzeichen mit schwarzer oder weißer Schrift, Ziffern und Buchstabenkombinationen werden wie bei den normalen Kennzeichen vergeben.
Fahrzeuge von Diplomaten und internationalen Organisationen haben grüne Kennzeichen mit schwarzer oder weißer Schrift und die Kennbuchstaben CD (Corps Diplomatique), CMD (Chef de Mission Diplomatique), CMC (Chef de Mission Consulaire) oder PE (Pays étranger). Die ersten drei Ziffern bilden einen Code für das Herkunftsland des Diplomaten (z. B. 009 für Frankreich), die Ziffern nach den Buchstaben werden fortlaufend für die zugelassenen Fahrzeuge vergeben.